# Pyramid (Automarke)
Pyramid war eine britische Automobilmarke, die nur 1914 von der Payne Ltd. in Chiswick (London) gebaut wurde.
Der Pyramid war ein Cyclecar, das von einem V2-Motor von J.A.P. mit 8 bhp (5,9 kW) Leistung angetrieben wurde.